# آرا بارسقیان
آرا بارسقیان (ارمنی: Արա Ռաուլի Պարսեղյան; انگلیسی: Ara Parseghian; زاده ۲۱ مهٔ ۱۹۲۳ – درگذشته ۲ اوت ۲۰۱۷) یک بازیکن و مربی فوتبال آمریکایی ارمنی‌تبار اهل ایالات متحده آمریکا بود. مربی اسطوره ای ارمنی-آمریکایی تیم فوتبال آمریکایی دانشگاه نوتردام که با هدایت وی در سال‌های ۱۹۶۶ و ۱۹۷۷ به قهرمانی دست یافت. تصویر وی در روز ۲۰ نوامبر ۱۹۶۴ بر روی مجله تایمز به چاپ رسیده بود. آرا کوچترین در میان سه فرزند خانواده بود. پدر وی ارمنی و مادرش فرانسوی بود. میکائیل پدر وی در جریان نسل‌کشی ارمنی‌ها در سال ۱۹۱۵ به ایالات متحده آمریکا گریخته بود. بارسقیان در سال ۱۹۸۰ به تالار مشاهیر فوتبال کالجی راه یافت. وی در ۱:۳۰ بامداد ۲ اوت ۲۰۱۷ در سن ۹۴ سالگی در منزل خویش در گرینجر، ایندیانا درگذشت.